# Hubbrücke Huntebrück
Die Hubbrücke Huntebrück war eine Hubbrücke, die im Verlauf der B 212 zwischen Berne und Elsfleth die Bundeswasserstraße Hunte wenige Kilometer vor deren Mündung in die Weser querte. Die Brücke stand unter Denkmalschutz und wurde im August 2018 demontiert.

## Geschichte
Die Brücke wurde von 1951 bis 1953 im Auftrag des Straßenbauamtes Oldenburg-Ost gebaut und ersetzte eine Behelfsbrücke für die 1908 dort errichtete und im Zweiten Weltkrieg gesprengte Drehbrücke. 1998 wurde die Brücke in das Verzeichnis der Baudenkmäler aufgenommen.

## Technik und Abmessungen
Das Hubteil der aus genietetem Stahlfachwerk gebauten Brücke hatte eine Stützweite von 53,28 Meter (von Auflager zu Auflager) und eine lichte Weite von 52,0 Meter (zwischen den Widerlagern). Die Breite der Brücke betrug 13 Meter (zwischen den Geländern), die der Fahrbahn sieben Meter, die Rad-/Fußwege je Seite zwei Meter. Das Gewicht des Hubteils betrug circa 310 Tonnen.
Auf beiden Seiten der Brücke befand sich je ein Hubturm aus genietetem Stahlfachwerk mit einer Gesamthöhe von 30 Meter. Die Gegengewichte wogen jeweils circa 155 Tonnen.
Das Hubteil der Brücke konnte über einen Elektromotor mit 42 kW Leistung in zwei Stufen angehoben werden. In der ersten Hubstufe konnte das Hubteil vier Meter, in der zweiten Hubstufe 20,3 Meter angehoben werden. Für das Anheben des Hubteils wurden in der ersten Hubstufe etwa 0,5 Minuten und in der zweiten Hubstufe etwa vier Minuten benötigt. Der Elektromotor befand sich in der Brückenmitte, die Kraftübertragung erfolgte über Längs- und Querwellen mit Zahnrädern.
Bei untenliegendem Hubteil betrug die Durchfahrtshöhe bei mittlerem Tidehochwasser (NN +2,09 Meter) 4,23 Meter. Somit ergab sich in der ersten Hubstufe eine Durchfahrtshöhe von 8,23 Meter und in der zweiten Hubstufe eine Durchfahrtshöhe von 24,53 Meter (jeweils bezogen auf mTHW).

## Betrieb

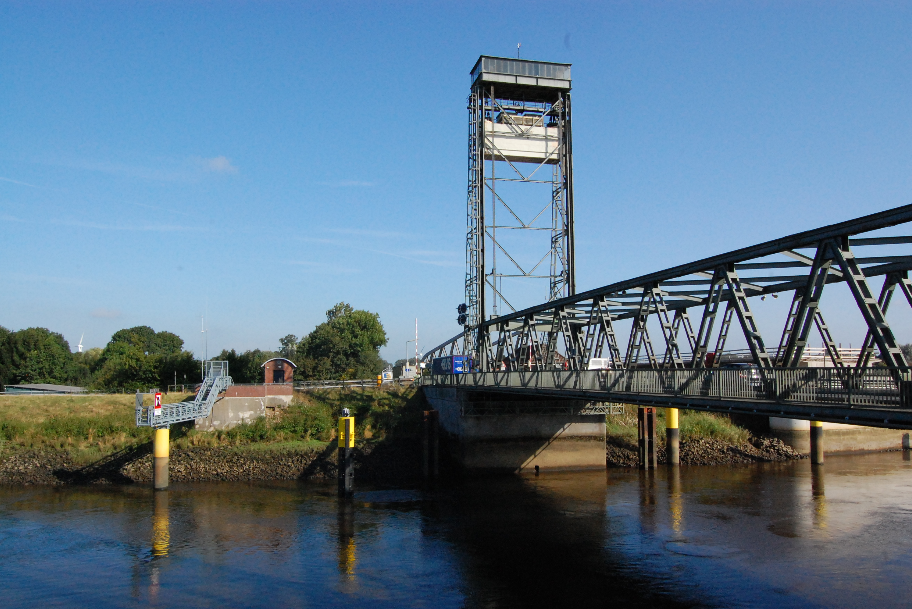
Blick auf die Brücke Richtung Elsfleth

Das Öffnen der Hubbrücke erfolgte durch einen Brückenwärter, für den am linken Ufer der Hunte ein Brückenwärterhaus mit einem Leitstand errichtet worden war. Das Brückenwärterhaus war täglich von zwei Stunden vor Sonnenaufgang bis zwei Stunden nach Sonnenuntergang besetzt. In dieser Zeit konnte die Brücke für den Schiffsverkehr geöffnet werden. 
Vor dem Öffnen der Brücke, das von einem Fahrstand auf dem Brückenüberbau erfolgte, wurden die auf beiden Seiten vor der Brücke befindlichen Schranken geschlossen und die Brücke für den Straßenverkehr gesperrt.

## Neubau der B 212
Im Zuge der Neutrassierung der Bundesstraße 212 wurde in den Jahren 2010 bis 2015 östlich neben der Hubbrücke eine neue Brücke über die Hunte gebaut. Sie ist eine Klappbrücke und seit dem 10. Dezember 2015 in Betrieb. Die alte Hubbrücke wurde Ende August 2018 abgebaut. Eine mögliche Nachnutzung ließ sich nicht realisieren. Der damalige Elsflether Bürgermeister Diedrich Möhring hatte Anfang 2011 vorgeschlagen, die Brücke auf dem Elsflether Campus der Jade Hochschule wieder aufzubauen. Dort hätte sie über den Lienekanal führen und eine geplante Erweiterung des Campus an diesen anbinden können.

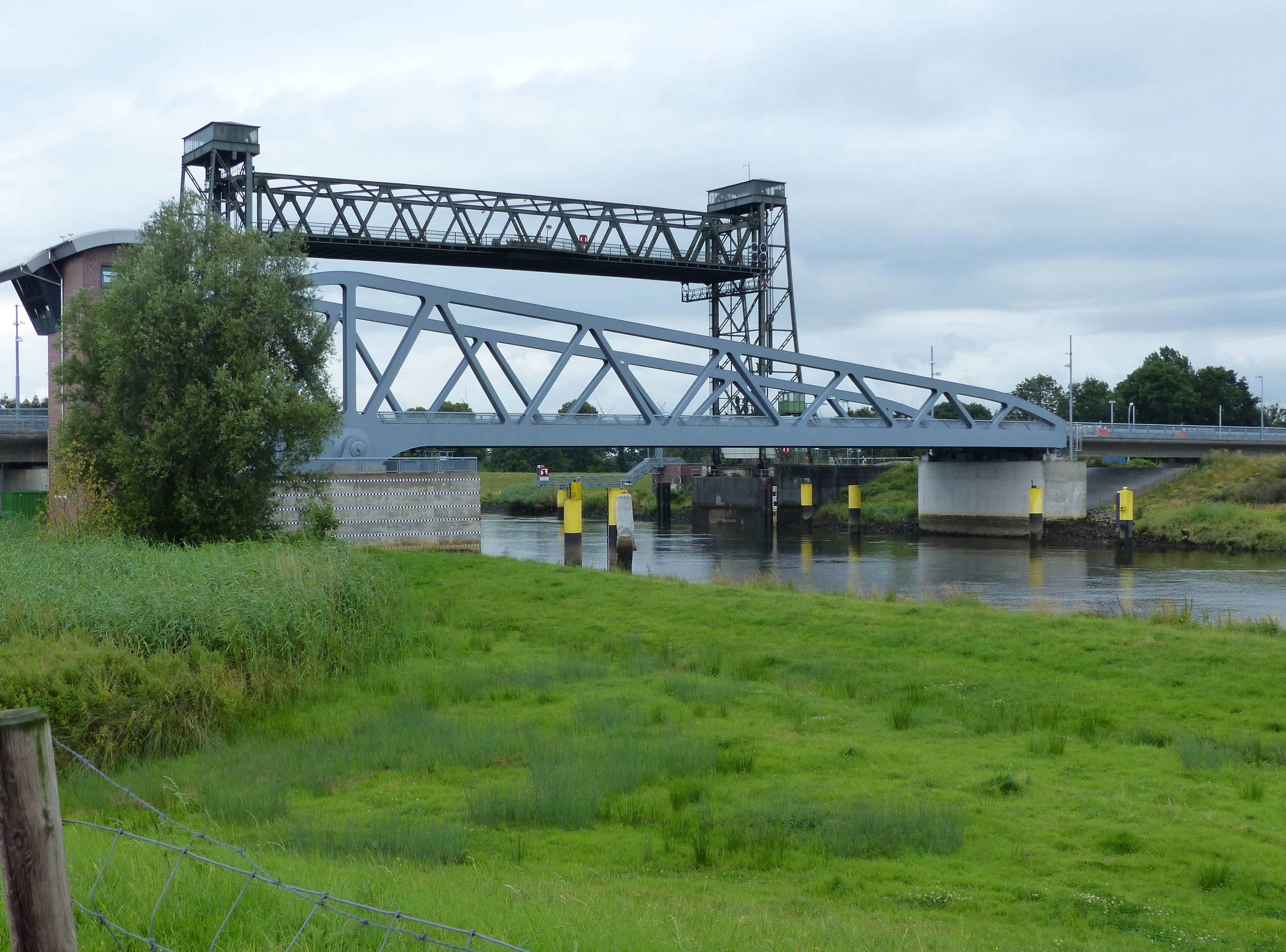
Neue und alte Huntebrücke 2016 vom rechten Huntedeich
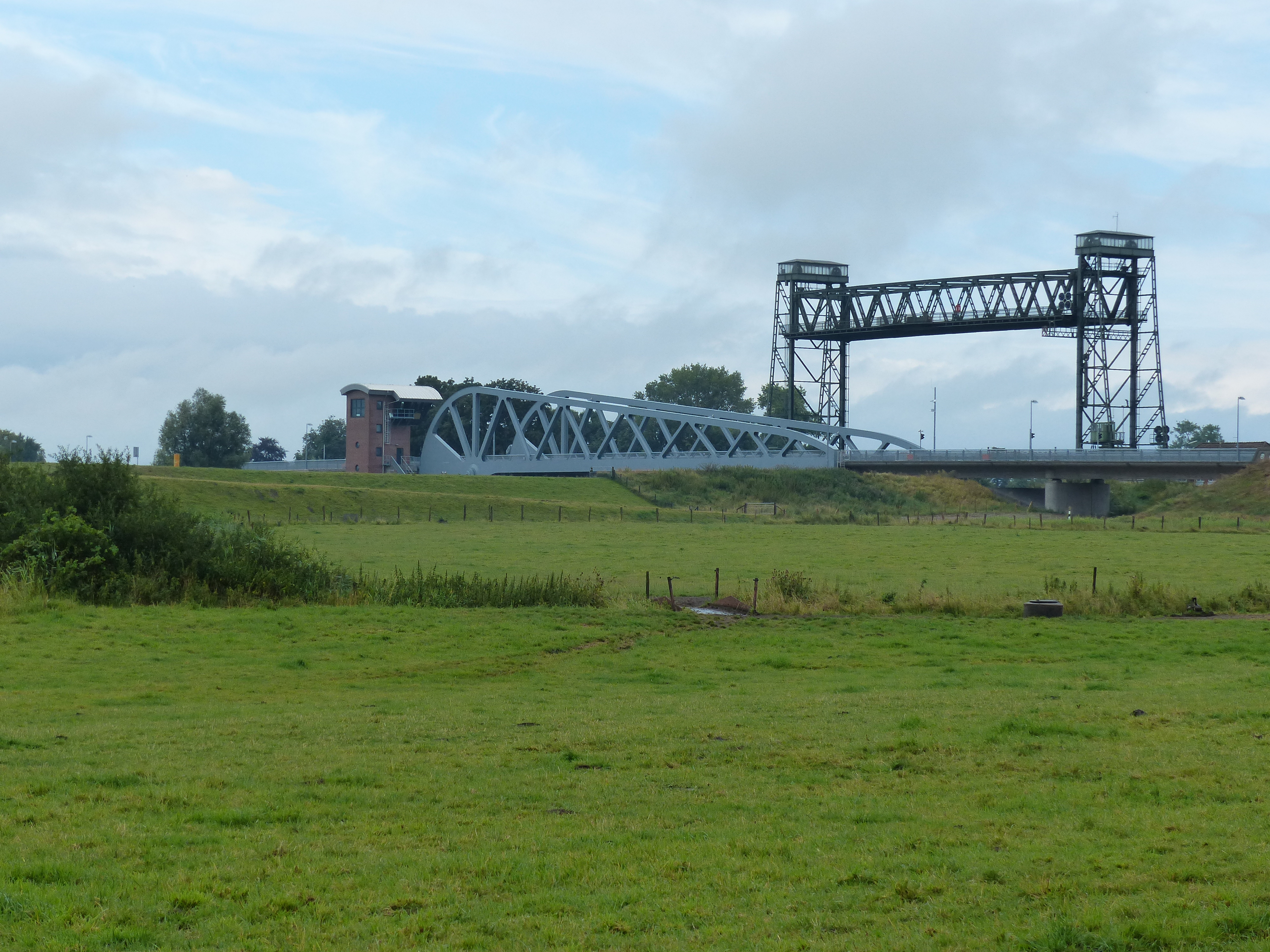
Neue und alte Huntebrücke 2016 von Norden